# Димитър Цоков
Димитър Цоков е български дипломат и общественик, първият български член на Международния олимпийски комитет.

## Биография
Роден е през 1865 г. в Свищов. Завършва Робърт колеж в Цариград и Правния факултет – дипломатическа секция в Париж. Работи като учител в Орхание през 1883 г. Той е един от радетелите за създаване на читалище „Напредък“ в Орхание. След 1887 г. е член е на Русенския окръжен съд и на апелативните съдилища в Русе и в София. От 1892 г. е секретар на Българското дипломатическо агентство в Белград, а през 1894 г. е управляващ Българското дипломатическо агентство в Букурещ. След това е секретар на агентствата в Цариград и Петербург. От 14 април 1899 до 1904 г. е управляващ агентството в Атина. Главен секретар е на Министерство на външните работи и изповеданията. През 1908 г. е дипломатически агент в Лондон, а в 1909 – 1910 г. е и пълномощен министър в Петербург. От 1906 до 1922 г. е първият български член на Международния олимпийски комитет. Умира през 1928 г. в Лондон.
Димитър Цоков е наследник на дарителите Еленка и Кирил Аврамови и е изпълнител на завещанието им за построяване на читалището в Свищов, което е довършено с лични средства.
През 1910 г. построява къща на бул. „Цариградско шосе“ 17 в София за съпругата си, руската графиня Анна Герсеванова.
Личният архив на Димитър Цоков се съхранява във фонд 793К в Централен държавен архив. Той се състои от 10 архивни единици от периода 1913 – 1916 г.